# Maison Grabbe
 (novembre 2024).
La Maison Grabbe (immeuble d'appartements A. Kotomina) est un monument architectural situé à Saint-Pétersbourg, à l'angle de la rue Gorokhovaya et du quai du canal Griboïedov.

## Histoire et description
Elle est la plus ancienne maison de la rue Gorokhovaya, construite au milieu du XVIIIe siècle par Bartolomeo Rastrelli.
Le centre de la façade est souligné par des pilastres d'ordre corinthien. Presque toute la façade est remplie de détails décoratifs. La décoration d'origine n'a pas été conservée.
Elle a été nommée d'après l'un des premiers propriétaires, M. Grabbe. Dans les années 1810-20, la maison abritait la taverne-auberge « Au Pont de Pierre ».

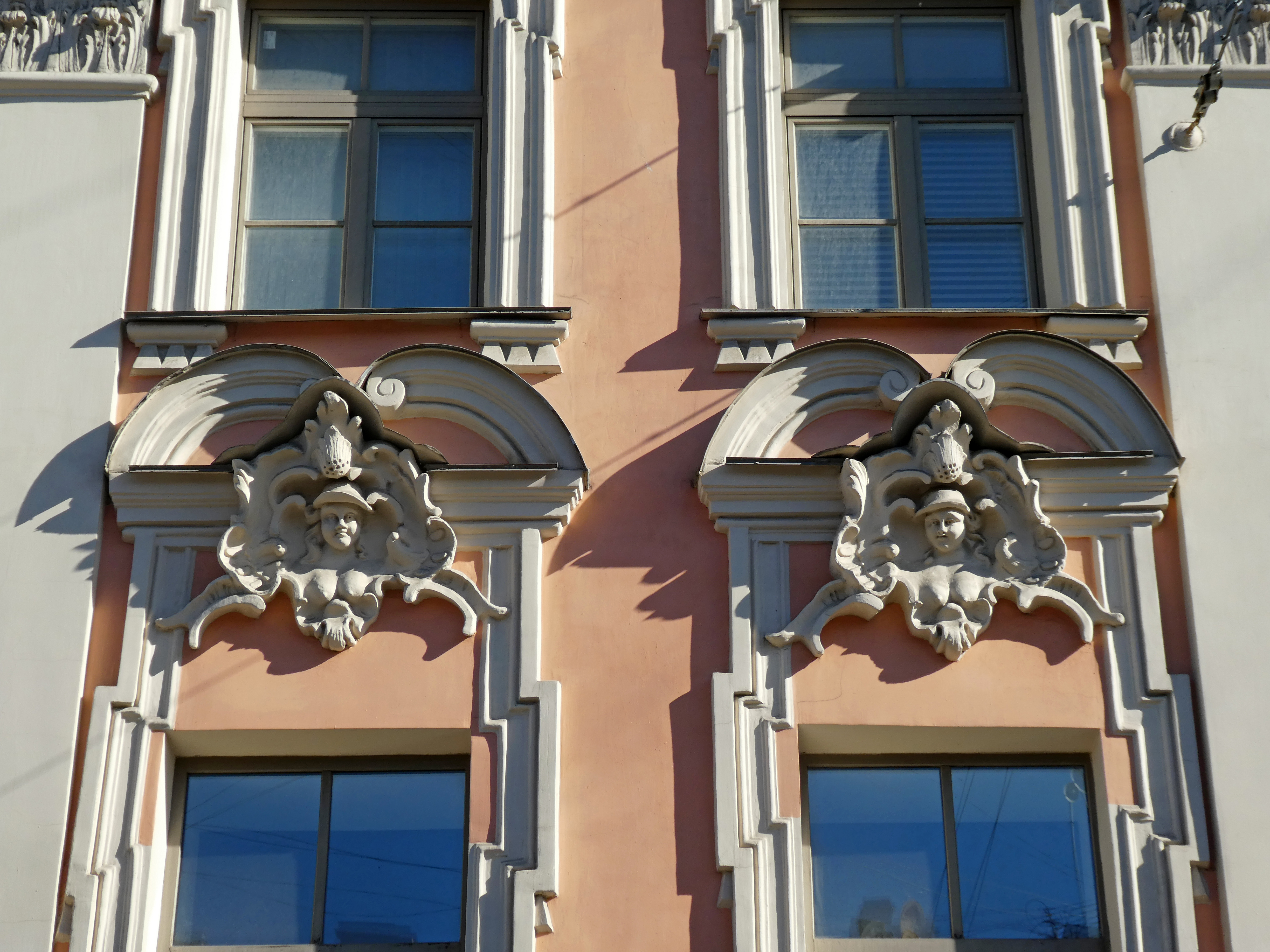
Détails décoratifs de la façade